# The Night (película de 2020)
The Night (en persa: آن شب‎, lit. 'Esa noche') es una película de suspenso y terror psicológico de 2020 dirigida por Kourosh Ahari en su debut como director. Es una coproducción entre Irán y Estados Unidos, protagonizada por Shahab Hosseini, Niousha Noor, Leah Oganyan y George Maguire. La película se centra en una pareja iraní que vive en Estados Unidos y que está encarcelada en un hotel de Los Ángeles.
La película tuvo su estreno mundial en el Festival Internacional de Cine de Santa Bárbara el 20 de enero de 2020. Fue estrenada en los Estados Unidos el 29 de enero de 2021 por IFC Midnight y en Irán el 24 de febrero de 2021 por Mammoth Pictures y Ayat Film Company. Recibió reseñas positivas de parte de los críticos.

## Reparto
- Shahab Hosseini como Babak Naderi
- Niousha Noor como Neda
- Gia Mora como Sara
- Elester Latham como desplazado
- Kathren Khavari como Elahe
- George Maguire como recepcionista del hotel
- Cara Fuqua como figura oscura
- Armin Mehr
- Steph Martínez como Sofía
- Leah Oganyan como Shabnam
- Michael Graham como oficial de policía
- Alain Ali Washnevsky como Mohsen

## Producción
La película es una coproducción entre Irán y Estados Unidos. La película se rodó en el Hotel Normandie, un hotel boutique del distrito de Wilshire que fue construido en 1926.

## Estreno
La película tuvo su estreno mundial en el Festival Internacional de Cine de Santa Bárbara el 20 de enero de 2020. Fue estrenado en cines y mediante video bajo demanda en Estados Unidos el 29 de enero de 2021 por IFC Midnight. La película fue estrenada en Irán el 24 de febrero de 2021 por Mammoth Pictures y Ayat Film Company; es la primera película realizada en Estados Unidos que recibe permiso para su estreno en cines en Irán desde la Revolución iraní en 1979. La película recibió permiso para su estreno en Irán antes de las nuevas sanciones de la administración de Trump contra Irán a finales de 2018.